# پرنژنکا
پرنژنکا (به لهستانی:  Prężynka) یک روستا در لهستان است که در گمینا لوبژا (استان اوپوله) واقع شده‌است. پرنژنکا ۳۲۰ نفر جمعیت دارد.